# Almensilla

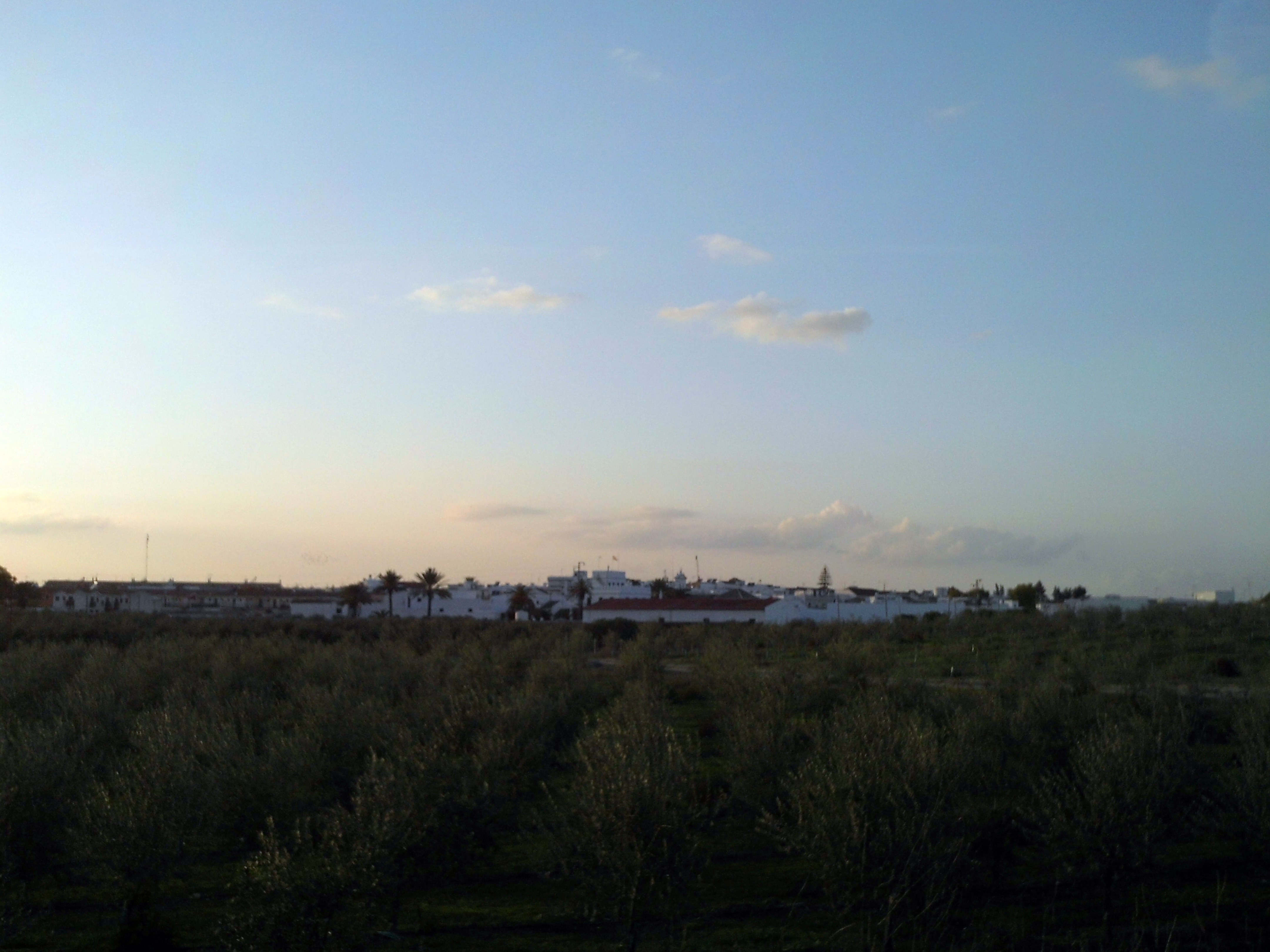
Almensilla (2018)

Almensilla is een gemeente in de Spaanse provincie Sevilla in de regio Andalusië met een oppervlakte van 14 km². In 2007 telde Almensilla 5096 inwoners.

## Demografische ontwikkeling
Bron: INE, 1857-2011: volkstellingen
Opm.: Tot 1857 behoorde Almensilla tot de gemeente Palomares del Río